# オリン・バイザー
オリン・バイザー（Orrin Bizer、2000年12月13日 - ）は、アメリカ合衆国のラグビー選手。

## プロフィール
- アメリカ合衆国・ザ・ウッドランズ出身[1]。
- ポジションはプロップ(PR)。
- 身長 189cm、体重 97kg

## 略歴
2024年、パリ2024五輪の7人制アメリカ代表に選ばれた。